# Van Merwijks Music Machine
Van Merwijks Music Machine is een formatie rond de Nederlandse jazzdrummer Lucas van Merwijk. De groep werd opgericht in 2007 en houdt zich bezig met uiteenlopende genres. Het ensemble kent  wisselende samenstellingen en werkt samen met musici als Theodosii Spassov (Bulgarije), Manou Gallo (Ivoorkust) en Gianna Tam (Suriname).